# مصارف الزكاة
مصارف الزكاة هي الجهات التي تصرف إليها الزكاة، وهي في الشرع الإسلامي محددة بأدلة من الكتاب والسنة والإجماع. وقد ورد في حديث معاذ: «تؤخذ من أغنيائهم، فنرد في فقرائهم»
وتدفع الزكاة إلى الأصناف الثمانية وقد بينت هذه الأصناف في قوله تعالى: ﴿إِنَّمَا الصَّدَقَاتُ لِلْفُقَرَاءِ وَالْمَسَاكِينِ وَالْعَامِلِينَ عَلَيْهَا وَالْمُؤَلَّفَةِ قُلُوبُهُمْ وَفِي الرِّقَابِ وَالْغَارِمِينَ وَفِي سَبِيلِ اللَّهِ وَابْنِ السَّبِيلِ فَرِيضَةً مِنَ اللَّهِ وَاللَّهُ عَلِيمٌ حَكِيمٌ ۝٦٠﴾ [التوبة:60]

## مصارف الزكاة
| مصارف الزكاة - الفقير - المسكين - عامل الزكاة - المؤلفة قلوبهم - فك الرقاب - الغارمين الغارم - في سبيل الله - ابن السبيل |
| — |

الفقير من لا مال له ولا كسب يقع موقعا من حاجته ولا يمنع الفقر مسكنه وثيابه وماله الغائب في مرحلتين والمؤجل وكسب لا يليق به ولو اشتغل بعلم والكسب يمنعه ففقير ولو اشتغل بالنوافل فلا ولا يشترط فيه الزمانة ولا التعفف عن المسألة على الجديد والمكفي بنفقة قريب أو زوج ليس فقيرا في الأصح.
والمسكين من قدر على مال أو كسب يقع موقعا من كفايته ولا يكفيه

### الفقير
قال النووي: «الفقير أشد حالا من المسكين، هذا هو الصحيح، وعكسه أبو إسحاق المروزي».

### المسكين
المسكين وهو الذي يملك ما يقع موقعا من كفايته ولا يكفيه، بأن احتاج إلى عشرة وعنده سبعة أو ثمانية، وفي معناه من يقدر على كسب ما يقع موقعا، ولا يكفي، وسواء كان ما يملكه من المال نصابا أو أقل أو أكثر ولا يعتبر في المسكين السؤال، قطع به أكثر الأصحاب، ومنهم من نقل عن القديم اعتباره.

### عامل الزكاة
عامل الزكاة هو الذي يتولى القيام بالعمل على الزكاة، بحسب نوع العمل، مثل: الجابي أو الساعي في جمع مال الزكاة، أو الكاتب، من يقوم بحصر أموال الزكاة، أو الخرص، والتقييد، أو الحساب، أو الصرف للمستحقين، أو غير ذلك مما يحتاج إلى عمل، ويعد عامل الزكاة أحد الأصناف الثمانية المخصوصون باستحقاق الأخذ من الزكاة، ويعطى العامل قسطا من مال الزكاة مقابل عمله، وهو عبارة عن أجرة يأخذ مقابل عمله على الزكاة، وتقدر بقدر عمله، سواء كان غنيا أو فقيرا، وليس له قبول الهدية ممن ولي عليهم بتحصيل مال الزكاة منهم، أو صرفه لهم؛ للنهي عن ذلك.
قال ابن كثير «ولا يجوز أن يكونوا من أقرباء رسول الله ﷺ الذين تحرم عليهم الصدقة، لما ثبت في صحيح مسلم عن عبد المطلب بن ربيعة بن الحارث: أنه انطلق هو والفضل بن عباس يسألان رسول الله ﷺ ليستعملهما على الصدقة فقال: إن الصدقة لا تحل لمحمد ولا لآل محمد، إنما هي أوساخ الناس».

### المؤلفة قلوبهم
«والمؤلفة من أسلم ونيته ضعيفة أوله شرف يتوقع بإعطائه إسلام غيره والمذهب أنهم يعطون من الزكاة».
اختلف في بقاء المؤلفة قلوبهم، فمنهم من قال: هم زائلون، قاله جماعة، وأخذ به مالك.
ومنهم من قال: هم باقون؛ لأن الإمام ربما احتاج أن يستأنف على الإسلام، وقد قطعهم عمر لما رأى من إعزاز الدين.
والذي عندي: أنه إن قوي الإسلام زالوا وإن احتيج إليهم أعطوا سهمهم، كما كان يعطيه رسول الله صلى الله عليه وسلم؛ فإن الصحيح قد روي فيه: «بدأ الإسلام غريبا وسيعود غريبا كما بدأ»

#### أقسام المؤلفة قلوبهم
من يعطى ليسلم، كما أعطى النبي ﷺ صفوان بن أمية من غنائم حنين، وقد كان شهدها مشركا قال: فلم يزل يعطيني حتى صار أحب الناس إلي بعد أن كان أبغض الناس إلي، كما قال الإمام أحمد:
حدثنا زكريا بن عدي، أنا ابن المبارك عن يونس عن الزهري عن سعيد بن المسيب عن صفوان بن أمية قال: أعطاني رسول الله ﷺ يوم حنين وإنه لأبغض الناس إلي، فما زال يعطيني حتى صار وإنه لأحب الناس إلي
ورواه مسلم والترمذي من حديث يونس عن الزهري به
ومنهم من يعطى ليحسن إسلامه، ويثبت قلبه، كما أعطى يوم حنين أيضا جماعة من صناديد الطلقاء وأشرافهم مائة من الإبل، مائة من الإبل وقال: إني لأعطي الرجل وغيره أحب إلي منه، مخافة أن يكبه الله على وجهه في نار جهنم.
وفي الصحيحين عن أبي سعيد: أن عليا بعث إلى النبي ﷺ بذهيبة في تربتها من اليمن فقسمها بين أربعة نفر: الأقرع بن حابس، وعيينة بن بدر، وعلقمة بن علاثة، وزيد الخير، وقال: أتألفهم.
ومنهم من يعطى لما يرجى من إسلام نظرائه. ومنهم من يعطى ليجبي الصدقات ممن يليه، أو ليدفع عن حوزة المسلمين الضرر من أطراف البلاد.

### فك الرقاب
المكاتب يعان في فك رقبته، وهو قول علي وأبي حنيفة والشافعي، أو هو في عتق العبد المملوك، وهو قول ابن عمر ولمالك فيه تفصيل
روي عن الحسن البصري، ومقاتل بن حيان، وعمر بن عبد العزيز، وسعيد بن جبير، والنخعي، والزهري وابن زيد أنهم المكاتبون، وروي عن أبي موسى الأشعري نحوه وهو قول الشافعي والليث.
وقال ابن عباس والحسن: لا بأس أن تعتق الرقبة من الزكاة وهو مذهب الإمام أحمد بن حنبل، ومالك، وإسحاق، أي: إن الرقاب أعم من أن يعطى المكاتب، أو يشتري رقبة فيعتقها استقلالا.
وعن أبي هريرة رضي الله عنه أن النبي ﷺ قال: ثلاثة حق على الله عونهم: الغازي في سبيل الله، والمكاتب الذي يريد الأداء، والناكح الذي يريد العفاف. رواه الإمام أحمد وأهل السنن إلا أبا داود.
وفي المسند عن البراء بن عازب قال: جاء رجل فقال: يا رسول الله! دلني على عمل يقربني من الجنة ويباعدني من النار فقال: أعتق النسمة وفك الرقبة، فقال: يا رسول الله! أوليسا واحدا؟ قال: لا، عتق النسمة أن تفرد بعتقها، وفك الرقبة أن تعين في ثمنها.

### الغارمين
الغارم في اللغة: من عليه دين، وفي الحديث: لا تحل المسألة إلا لذي غرم مفظع أي ذي: حاجة لازمة من غرامة مثقلة. وفي الزكاة أحد الأصناف الثمانية، وهو: من عليه دين عجز عن الوفاء به، إما أن يكون استدانه لمباح وعجز عن قضائه، أو تحمل حمالة، لإصلاح بين الناس، أو كان ضامنا، وعجز عن دفع مالزمه، فيعطى من مال الزكاة، ما يفي بما عليه لغرمائه.

قال النووي «الأصح يعطي إذا تاب والأظهر اشتراط حاجته دون حلول الدين، قلت: الأصح اشتراط حلوله والله أعلم أو لإصلاح ذات البين أعطى مع الغنى وقيل: إن كان غنيا بنقد فلا».

### في سبيل الله
السبيل في اللغة: الطريق وما وضح منه، وسبيل الله طريق الهدى الذي دعا إليه، والإنفاق في سبيل الله، بذل النفقة في وجوه الخير، وفي قول الله تعالى: ﴿وفي  سبيل الله وابن السبيل﴾ يقصد به أحد مصارف الزكاة الثمانية وهو ﴿وفي سبيل الله﴾ أي: للغزاة، أو ما يشمل وجوه الخير.

### ابن السبيل
ابن السبيل منشىء سفر أو مجتاز، وشرطه الحاجة وعدم المعصية.
ابن السبيل: وهو المسافر المجتاز في بلد ليس معه شيء يستعين به على سفره، فيعطى من الصدقات ما يكفيه إلى بلده وإن كان له مال وهكذا الحكم فيمن أراد إنشاء سفر من بلده وليس معه شيء، فيعطى من مال الزكاة كفايته في ذهابه وإيابه.

## شروط
وشرط آخذ الزكاة من هذه الأصناف الثمانية الإسلام وأن لا يكون هاشميا ولا مطلبيا وكذا مولاهم في الأصح.

### الفقير والمسكين
والفقراء والمساكين صنفان وكلاهما يأخذ لحاجته إلى مؤنة نفسه والفقراء أشد حاجة لأن الله تعالى بدأ بهم والعرب إنما تبدأ بالأهم فالأهم ولأن الله تعالى قال: ﴿أما السفينة فكانت لمساكين يعملون في البحر﴾، فأخبر أن لهم سفينة يعملون بها ولأن النبي صلى الله عليه وسلم استعاذ من الفقر وقال: «اللهم أحيني مسكينا وأمتني مسكينا واحشرني في زمرة المساكين». رواه الترمذي فدل على أن الفقراء أشد فالفقير من ليس له ما يقع موقعا من كفايته من مكسب ولا غيره والمسكين الذي له ذلك فيعطى كل واحد منهما ما تتم به كفايته.

## الأصناف الثمانية
- الفقير: هو المعدم الذي لا مال له ولا كسب، أو له من المال ما لا يقع موقعا من كفايته، كأن يحتاج إلى عشرة دراهم، ولا يملك إلا واحدا أو اثنين مثلا.
- المسكين: الذي له من المال ما يقع موقعا من كفايته ولا يكفيه، كأن يحتاج مثلا إلى عشرة دراهم، ولا يجد إلا ستة أو سبعة.
- العامل: العاملين على جمع الزكاة يعني السعاة والجباة الذين يبعثهم الإمام لتحصيل الزكاة بالتوكيل على ذلك.
- المؤلفة قلوبهم: «والمؤلفة من أسلم ونيته ضعيفة أوله شرف يتوقع بإعطائه إسلام غيره والمذهب أنهم يعطون من الزكاة».[3]
- في الرقاب: عتق المسلم من مال الزكاة عبداً كان أو أمه، ومن ذلك فك الأسارى ومساعدة المكاتبين
- الغارمين: من استدان في غير معصية، وليس عنده سداد لدينه، ومن غرم في صلح مشروع
- في سبيل الله: اعطاء الغزاة والمرابطين من الزكاة ما ينفقونه في غزوهم ورباطتهم
- ابن السبيل: المسافر الذي انقطعت به الاسباب من بلده وماله، فيعطي ما يحتاجه من الزكاة حتى يصل إلى بلده، ولو كان غنيا في بلده

### اقتباسات
«هم الفقير وهو الذي له أدنى شيء والمسكين الذي لا شيء له والعامل على الصدقة يعطى بقدر عمله، ومنقطع الغزاة والحاج، والمكاتب يعان في فك رقبته، والمديون الفقير، والمنقطع عن ماله، وللمالك أن يعطي جميعهم، وله أن يقتصر على أحدهم».
«ولا يدفعها إلى ذمي ولا إلى غني، ولا إلى ولد غني صغير، ولا مملوك غني ولا إلى من بينهما قرابة ولاد أعلى أو أسفل، ولا إلى زوجته، ولا إلى مكاتبه ولا إلى هاشمي، ولا إلى مولى هاشمي».
«إن أعطى فقيرا واحدا نصابا أو أكثر جاز ويكره، وإن كان عبده أو مكاتبه لم يجزه، ويكره نقلها إلى بلد آخر إلا إلى قرابته أو من هو أحوج من أهل بلده».

### الفقير
الفقير وهو الذي لا مال له ولا كسب، يقع موقعا من حاجته، فالذي لا يقع موقعا، كمن يحتاج عشرة ولا يملك إلا درهمين أو ثلاثة، فلا يسلبه ذلك اسم الفقير.
وكذا الدار التي يسكنها، والثوب الذي يلبسه متجملا به، ذكره صاحب التهذيب وغيره.
ولو كان عليه دين؛ فيمكن أن يقال: القدر الذي يؤدى به الدين لا عبرة به في منع الاستحقاق، كما لا عبرة له في وجوب نفقة القريب، وكذا في الفطرة كما سبق.
وفي فتاوى صاحب التهذيب: أنه لا يعطى سهم الفقراء حتى يصرف ما عنده إلى الدين. قال: ويجوز أخذ الزكاة -لمن ماله على مسافة القصر- إلى أن يصل إلى ماله، ولو كان له دين مؤجل؛ فله أخذ كفايته إلى حلول الأجل.
لا يشترط في الفقر الزمانة والتعفف عن السؤال على المذهب، وبه قطع المعتبرون، وقيل: قولان الجديد: كذلك ، والقديم: يشترط.